# Cut the Cake (single)
Cut the Cake is een single uit 1975 van de Schotse funk-/soulformatie Average White Band. Het is afkomstig van het gelijknamige album en geschreven door saxofonist/toetsenist Roger Ball. Producer is Arif Mardin. De single werd 25 maart 1975 uitgebracht op Atlantic; B-kant is Person to Person van het album AWB uit 1974. Het haalde de 7e plaats in de Amerikaanse dance-charts, en de 31e in de Britse top 40.
Cut the Cake werd genomineerd voor een Grammy Award voor beste r&b-nummer, maar deze ging uiteindelijk naar Shining star van Earth, Wind & Fire. Muziekblad Billboard bedeelde het een 70e plaats toe in de top 100 van beste singles van 1975.
In 1986, toen AWB tijdelijk uit elkaar was, werd Cut the Cake opnieuw uitgebracht; ditmaal kwam het tot #34 in de Amerikaanse r&b-charts, en tot #45 in de Britse hitlijst.
In 1989 werd het gesampled door rapper Chill Rob G op Dope Rhymes van zijn album Ride the Rhythm.
In Nederland was het in 1995 te horen als herkenningsmuziek van de Veronica-comedyserie De Buurtsuper.
In 2002 verscheen de versie van jazzgitarist Jeff Golub op het diverse-artiesten-album KKSF 103.7 - Sampler 13: Smooth Jazz.